# Rittergut Hackpfüffel

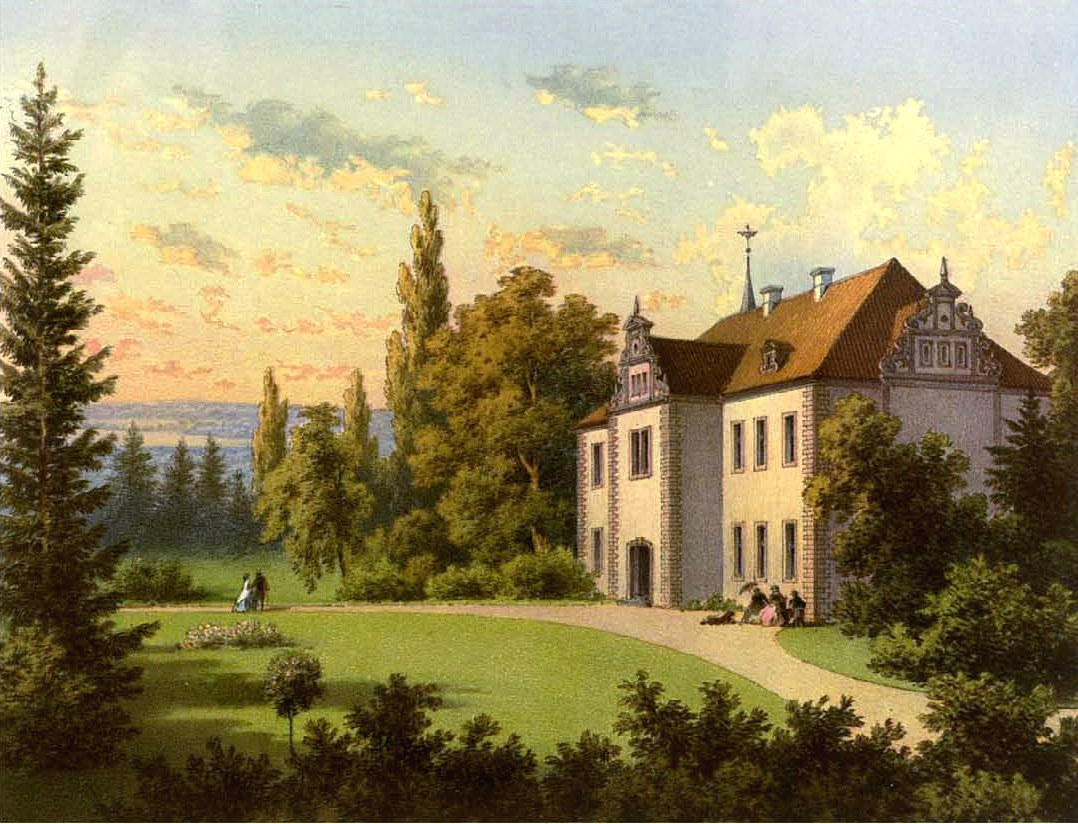
Blauer Hof des Ritterguts Hackpfüffel, um 1860, Sammlung Alexander Duncker

Das Rittergut Hackpfüffel, bestehend auf dem Blauen Hof und dem Roten Hof, ist als Gutshof ein denkmalgeschütztes Bauwerk im Ortsteil Hackpfüffel der Gemeinde Brücken-Hackpfüffel im Landkreis Mansfeld-Südharz in Sachsen-Anhalt. Im örtlichen Denkmalverzeichnis ist das Rittergut unter der Erfassungsnummer 094 81714  als Baudenkmal verzeichnet.

## Geschichte
Die Trennung des Blauen und Roten Hofes in Hackpfüffel geht auf das Jahr 1609 zurück, als Jobst Hacke seinen beiden Vettern Heinrich und Georg Hacke in Sangerhausen seinen Anteil am Hack'schen Rittergut Hackpfüffel verkaufte. Nach dem Tod von Georg Hacke und den Verwüstungen des Dreißigjährigen Krieges gab dessen Bruder Heinrich Hacke seinen Teil des Rittergutes Hackpfüffel in fremde Hände. Er verkaufte ihn 1634 an den Domherrn Johann Georg Vitzthum von Eckstedt auf Kannawurf, Voigtstedt und Welbsleben. Als Vitzthum von Eckstedt 1641 starb, erbten den Anteil am Rittergut Hackpfüffel dessen beide Söhne, die ihn zehn Jahre später an die Hack'schen Landerben verkauften. Diese wiederum veräußerten die Hälfte des Ritterguts weiter an den braunschweig-lüneburgischen Oberkriegskommissar Johann Ernst Weise. Nach dem Tod erbten dessen Söhne Jobst Heinrich, Johann Ernst, Friedrich Andreas, Christian Carl, Jacob und Augustus Weise, die am 10. Januar 1695 eine brüderliche Teilung schlossen. Die beiden Brüder Johann Ernt Weise und Christian Carl Weise erhielten die Hälfte von Hackpfüffel. Dessen Nachkommen waren bis 1753 Besitzer dieser Rittergutshälfte, die sie an die Brüder Alexander Friedrich und Carl August Friedrich von Hacke verkauften. Ab diesem Zeitpunkt waren Blauer und Roter Hof wieder in der Hand der Familie von Hacke. Nach dem Tod der beiden Hacke-Brüder 1774 und 1779 gerieten deren Nachkommen in zunehmende finanzielle Schwierigkeiten und verkauften 1787 beide Höfe an den Hofkommissar Ernst Müller. Damit endete der von der Familie von Hacke über Jahrhunderte geprägte Abschnitt der Ortsgeschichte.